# Politiquement parlant
Vous pouvez aider à l'améliorer ou bien discuter des problèmes sur sa page de discussion.
- Il ne cite pas suffisamment ses sources. Vous pouvez indiquer les passages à sourcer avec {{référence nécessaire}} ou {{Référence souhaitée}}, et inclure les références utiles en les liant aux notes de bas de page. (Marqué depuis juillet 2025)
- Il semble adopter un ton trop journalistique, voire sensationnaliste. Modifiez son contenu pour adopter un style encyclopédique. (Marqué depuis juillet 2025)

- Archive Wikiwix
- Bing
- Cairn
- DuckDuckGo
- E. Universalis
- Gallica
- Google
- G. Books
- G. News
- G. Scholar
- Persée
- Qwant
- (zh) Baidu
- (ru) Yandex
- (wd) trouver des œuvres sur Wikidata

Politiquement parlant est une émission de télévision de politique française diffusée tous les mardis à 22h30 pendant 52 minutes sur la chaine de télévision numérique Direct 8 de 2007 à 2011 et présentée par les journalistes politiques Valérie Trierweiler et Mikaël Guedj,.

## Historique
La journaliste politique Valérie Trierweiler, après avoir coprésenté dès le lancement de la chaîne Direct 8 en 2005 l’émission politique Le Grand 8, présente en 2007 le grand rendez-vous politique de la chaîne avec cette émission « Politiquement parlant » :

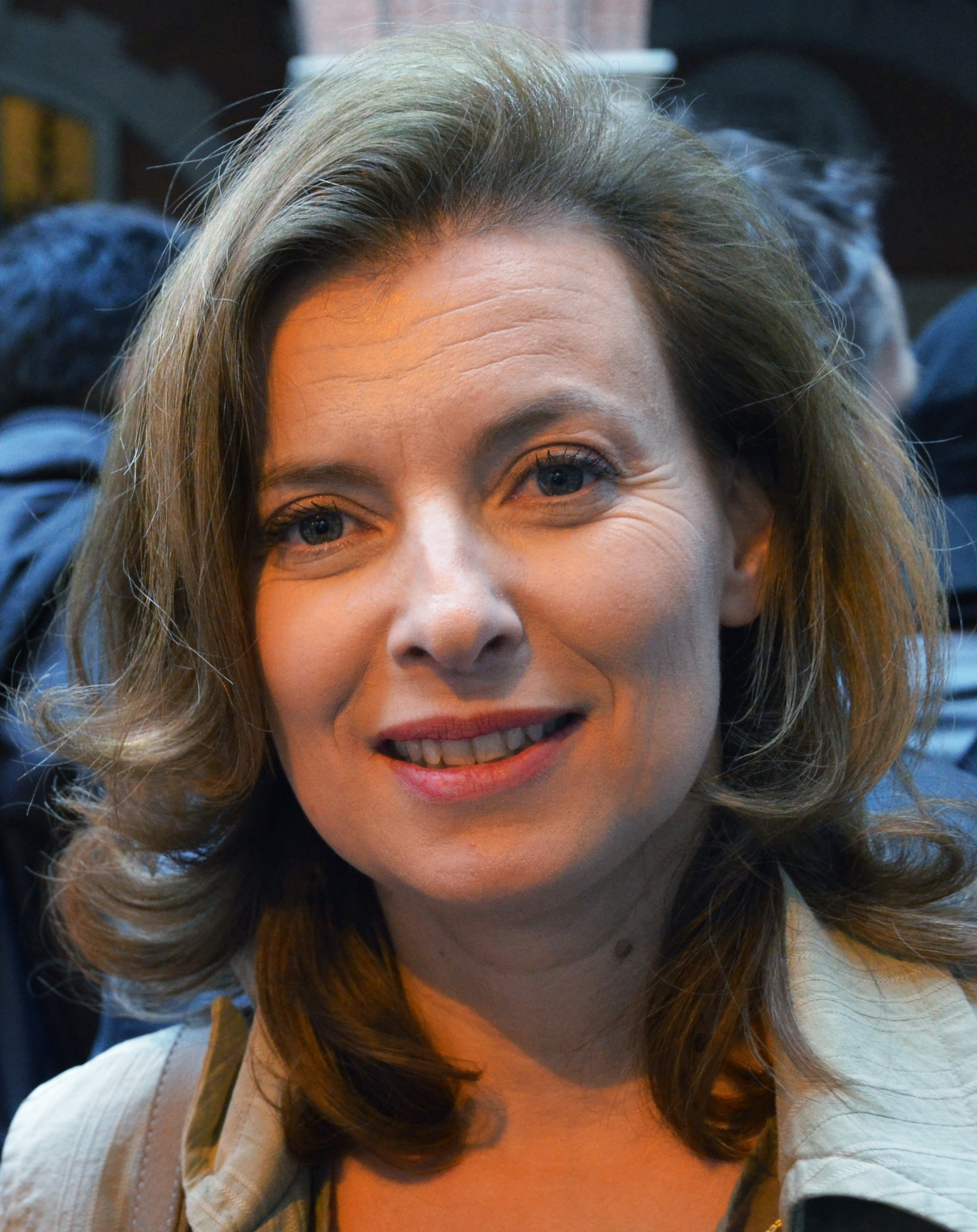
La journaliste politique Valérie Trierweiler

- Première partie : elle mène une interview face à une personnalité en vue du monde politique
- Seconde partie : elle anime un débat sur un thème d'actualité
- Troisième partie : le rédacteur en chef de l’émission Mikaël Guedj mène une interview décalée de l'invité.

Elle arrête l’émission en 2011 pour présenter sa nouvelle émission chaque samedi à 19h40 : 2012, Portraits de campagne pour l'élection présidentielle française de 2012.